# مجزرة باجا 2015
مذبحة باجا 2015  هي عبارة عن سلسلة من عمليات القتل الجماعي والهجمات التي يعتقد أنها ارتكبت، ووفقا لبعض التقارير، لا تزال مستمرة في بلدة نيجيرية من باجا وضواحيها، في ولاية بورنو، ما بين 3 يناير و 7 يناير 2015 بواسطة بوكو حرام. بدأ الهجوم في 3 يناير كانون الثاني عندما اجتاحت بوكو حرام قاعدة العسكرية التي كانت مقر قوة المهام المشتركة المتعددة الجنسيات، التي تتألف من قوات من تشاد، النيجر، ونيجيريا، وبعد ذلك أجبر المسلحين الآلاف من السكان المحليين على النزوح من المنطقة، قبل تنفيذ عمليات القتل الجماعي على نطاق واسع التي بلغت ذروتها في اليوم السابع من يناير.
وقد تم الإبلاغ عن وفيات «ثقيلة» ولكن مداها غير واضح في الوقت الحاضر. وقد قرر أحد المسؤولين المحليين والمقيمين وقد نقل عنه قوله ان «أكثر من 2,000» من الناس يعتقد أنهم قد قتلوا أو في عداد «المفقودين» الذين فروا، ولكن آخرين قد أبلغوا عن وفاة «مائة على الأقل». نفى عدد من المسؤولين الحكوميين أن الوفيات كانت كثيفة كما ذكر، وحتى أن بعضهم قد ادعى أن المجزرة لم تحدث أصلاأ وأن الجيش النيجيري قد إبعد المسلحين من المنطقة، وهو ادعاء تم دحضه من قبل المسؤولين المحليين والناجين، ووسائل الإعلام الدولية.
ويعتقد أن باجا و 16 على الأقل من المدن الأخرى قد دمرت كما تم الإبلاغ عن أكثر من 35,000 شخص قد نزحوا، مع كثيرون يخشى أنهم قد غرقوا أثناء محاولتهم عبور بحيرة تشاد ومحاصرة آخرين في الجزر في البحيرة. ويقال أن الهجمات أسفرت عن بسط سيطرة بوكو حرام غلى أكثر من 70٪ من ولاية بورنو.

## الخلفيات
باجا، في ولاية بورنو، وكان مكان وجود قاعدة الجيش النيجيري الذي كان مقر القوة متعددة الجنسيات للمهام المشتركة (MNJTF)، قوة دولية من الجنود من نيجيريا، النيجر وتشاد التي تم تشكيلها في عام 1994 للتعامل مع القضايا الأمنية عبر الحدود، وفي الآونة الأخيرة، ومكافحة التمرد في بوكو حرام. لهذا السبب، يعتقد أن المدينة كانت ذات أهمية إستراتيجية لبوكو حرام، وبلدة رئيسية مشاركة في شمال ولاية بورنو تحت سيطرة الحكومة النيجيرية وقاعدة عسكرية رئيسية للحكومة وللقوات الدولية.

## المجزرة والهجمات
وبدأت الهجمات يوم 3 يناير، عندما استولى عدد كبير من المتشددين من بوكو حرام على بلدة باجا واجتاحوا مقر MNJTF وقاعدة للجيش في بلدة.

### هجوم على مقر MNJTF
وفقا لالسناتور أحمد زانا، الذي يمثل منطقة بورنو الوسطى، أن قوات الحكومة على الرغم من كونها مقرا مشتركا فقد تمركزت قوات الجيش النيجيرية فقط هناك في في نهاية المطاف و«انضم المتشددين، الذين» يهاجون من جميع الأطراف «، لعدة ساعات، ولكن قاوم بعض المدنيين الذين فروا فيما بعد إلى الأدغال». وورد أنهم استولوا على عدد كبير من الأسلحة والمركبات، وفقا لزانا.
في الأيام التي تلت الهجوم، أجبر المسلحين المقيمين في باجا إلى النزوح للقرى والمناطق المحيطة. في مساء يوم الثلاثاء 6 يناير، أفاد اثنان من السكان المحليين أن المسلحين بدأ بحرق المباني المحلية باستخدام القنابل البنزين والمتفجرات، وفقا للناجين فإنهم شرعوا في قتل أولئك الذين هربوا. في 9 يناير، ووصف أحد السكان مدى الضرر من خلال تقديم التقارير، «ليس هناك أي بيت مايزال قائما هناك.» ووفقا لموسى بوكار، رئيس منطقة الحكومة المحلية كوكاوا فقد دمرت جميع القرى ال 16 في LGA أيضا، وسكانها إما قتلوا أو أجبروا على الفرار.

### حجم القتلى والوفيات
مدى القتل يعد أمرا غير معروف، وتختلف التقارير بعنف. ويعتقد أن أكثر من ألف شخص قد لقوا مصرعهم، وفقا لبوكار. وقال زانا أن ألفي كانوا «في عداد المفقودين»، لكن مصادر أخرى أن «عشرات» أو «أكثر من مائة» قد لقوا مصرعهم. وقتل ما لا يقل عن 100 في الهجوم الأولي في 3 يناير، وفقا لبابا أبا حسن، رئيس الحي، مضيفا في وقت لاحق ان «مئات من الجثث لا تزال ماثلة في الشوارع» من البلدة وان كان العديد من النساء والأطفال بين الضحايا، بعد أن تم دفعهم إلى الأدغال من قبل مسلحين.

## نتائج الحادث والاستجابة
ونفى مسؤولون أمنيون حكوميون بسرعة أن $1أي هجوم قد حدث في باجا، وقالوا إن «قوات القاعدة كانت قد إتخذت مواقعها». إحدى الصحف الموالية للحكومة، نقلا عن الصيادين المحليين، قد ذهبوا بعيدا إلى حد الادعاء بأن بوكو حرام بدلا من ذلك تم إلحاق «هزيمة ثقيلة» بهم من قبل الجيش النيجيري في باجا وأن المدينة كان واقعة تحت سيطرة الحكومة. قائد القوات الجوية المارشال أليكس باديه، ورئيس أركان الدفاع، ونفى في البداية أن مقر MNJTF تم سقوطه والإستيلاء عليه ولكن في وقت لاحق اعترف أن ذلك قد حدث.
وقدم المتحدث باسم حكومة الرقم الدقيق الغير معتاد إن 1,636 شخصا قد شردوا نتيجة للهجوم، و «نحى جانبا» الإدعاء أنه كان أكثر شدة. ووفقا لتقارير مستقلة من المسؤولين المحليين، مع ذلك، ويعتقد أن أقل من 35,000 شخص قد فروا من المنطقة. «وتناثرت الجثث في الشوارع»، وفقا للناجين، كما يعتقد أن سكان باجا قد فروا، بعضهم إلى الكاميرون وتشاد. 20,000 سعى وا نحو المأوى في مخيم قرب مايدوجوري، عاصمة الولاية، و 10,000 آخر في مونجونو كانوا ينتظرون ليتم نقلهم. وقال بوكار أن المدينة كانت الآن «شبه معدومة». وقال نشطاء في مجال حقوق الإنسان المحليين بأنهم قد أخبروا من قبل النساء الذين كانوا قد فروا من المدينة أن بناتهم، وبعض الأطفال في عمر 10 أعوام، قد تم خطفهم.
التشادى قال رئيس الوزراء كالزيوبيت باهيمي دوبيت أن ما لا يقل عن 2,500 من النيجيريين و500 من التشاديين لجأوا إلى البلاد المجاورة في أعقاب الهجمات، وبعضهم كانوا يحاولون عبور بحيرة تشاد in flimsy and overloaded canoes. ويخشى أن العديد من أولئك الذين يحاولون عبور البحيرة قد غرقوا، بينما مئات آخرين، أكثر من خمسمائة حسب تقرير واحد، قد حوصروا في الجزر في البحيرة. ووفقا لمسؤولين محليين الذين تواصلوا مع اللاجئين عبر الهاتف، لاجئين «يموتون من نقص الغذاء والبرد والملاريا» على إحدى «الجزر التي ينتشر فيها البعوض.»
ماينا ماجى لاوان، الحاكم السابق لولاية بورنو والسناتور الحالي تمثل منطقة بورنو الشمالية، قدمت استجواب لماذا الجنود وبحسب ما ورد قد فروا من القاعدة، قائلة هذا بالتأكيد خطأ ذلك الذي يجعل جيشنا يقدم على التخلي عن مسئولياته في كل مرة هناك is an attack from Boko Haram". وجاء ذلك بعد سلسلة من الفرار للقوات النيجيرية، الذين يبلغ عددهم بالمئات، قد هربوا من بوكو حرام في المعركة. وفقا للاوان، الهجوم يعني أن 70٪ من ولاية بورنو ستكون الآن تحت سيطرة بوكو حرام.
وعلى الرغم من نطاق الهجمات، فقد تلقت قصة التغطية اهتماما ضئيلا من وسائل الإعلام الدولية.